# Föckelberg
Föckelberg là một đô thị thuộc huyện Kusel, bang Rheinland-Pfalz, phía tây nước Đức. Đô thị Föckelberg có diện tích 3,97 km², dân số thời điểm ngày 31 tháng 12 năm 2006 là 410 người.